# Revit
Autodesk Revit is een bouwwerkinformatiemodel-programma van Autodesk dat draait op Microsoft Windows.
Het programma maakt het mogelijk tekeningen te maken op basis van parametrische modellen. Building Information Modeling (BIM) verschilt van computer-aided design (CAD) omdat er een intelligent parametrisch 3d-model gecreëerd wordt, waar op diverse methoden data uit te genereren valt. Ook kan deze data uitgewisseld worden met externe tools waarmee het model eventueel aangepast kan worden. Een wijziging van het model wordt direct op alle gerelateerde plaatsen doorgevoerd. De hele presentatie van het model blijft dus actueel.
Een BIM-model kan bovendien informatie bevatten voor verschillende disciplines en voor verschillende bouwfasen (van concept t/m de sloop). Dit is mogelijk door de onderliggende relationele database-architectuur, die door de ontwikkelaars parametric change engine genoemd wordt.

## Geschiedenis
Op 31 oktober 1997 werd in Newton (Massachusetts) Verenigde Staten 'Charles River Software' opgericht door Irwin Jungreis en Leonid Raiz, leidende ontwikkelaars van PTC's Pro/Engineer. Hun doel was een programma te ontwikkelen waarmee architecten en anderen in de bouwindustrie parametrische ontwerpen kon maken, dit was hen namelijk niet gelukt met Reflex.
Met durfkapitaal-investeringen van Atlas Venture en North Bridge Venture Partners, huurden Raiz en Jungreis software-ontwikkelaars en architecten om te beginnen met ontwikkeling van Revit in C++ voor het besturingssysteem van Microsoft, Windows. In 1999 werd Dave Lemont als CEO en werden Jon Hirschtick, oprichter van SolidWorks, en Arol Wolford, oprichter van CMD Group als bestuursleden geworven.
De bedrijfsnaam wijzigde in 1999/2000 van 'Charles River Software' in 'Revit Technology Corporation'. Revit werd op 5 april 2000 gelanceerd. Bijna twee jaar later, in februari 2002, kondigde Autodesk aan het bedrijf over te nemen voor 133 miljoen dollar.
Vanaf dat moment begonnen de inkomsten van Autodesk uit Revit ieder kwartaal te verdubbelen, ten minste tot 2007, toen deze inkomsten niet meer expliciet in de financiële verslagen van Autodesk vermeld werden. De groei tussen 2002 en 2020 leidde ertoe dat Revit concurrenten zoals Allplan en Vectorworks, beide van Nemetschek, en ArchiCAD van Graphisoft ver achter zich liet qua marktaandeel. In een kritische open brief van diverse architectenbureaus, gericht aan Autodesk, werd gesproken over een winst van 22 miljoen dollar in de periode 2015-2020 vanuit de Revit-licenties voor Autodesk.

### Versies en varianten
- November 1999 - versie 0.1
- Januari 2000 - versie 0.2
- 5 April 2000 - versie 1.0
- 2000 - versie 2.0
- 2000 - versie 2.1
- 2001 - versie 3.0, 3.1 en 4.0
- 2002 - versie 4.1
- 2003 - uitbrengen 'Revit Series 1.0', een bundeling met AutoCAD, later hernoemd naar 'Revit Suite'
- 2003 tot en met 2005 - diverse updates[4]
- 2005 - opsplitsen pakket in 'Revit Building 8.1' en 'Revit Structure 1.0'. De naam van 'Revit Building' werd in 2007 omgedoopt tot 'Revit Architecture 2008'
- April 2006 - 'Revit Systems 1' gelanceerd, bestemd voor installateurs. Later hernoemd naar 'Revit MEP'
- (MEP staat voor Mechanical, Electrical & Plumbing, vertaald: werktuigbouw, elektrotechniek en sanitairtechniek.)[5]
- 2007 - hernoemen 'Revit Building' naar 'Revit Architecture' voor versie "2008"
- 2012 - de voorgenoemde drie afzonderlijke varianten van Revit, voor bouwkunde, constructie en installatietechniek, wordt geïntegreerd in één variant vanaf Revit 2013
- 29 september 2008 - voor "abonnees" (subscription) wordt Revit ook beschikbaar voor 64-bits systemen.

### Kritiek (2020)
Het groeiende marktaandeel en daarmee de ontwikkeling in periode 2002 - 2020 tot een monopolie op gebied van 3D-software voor de bouwindustrie leidt tot onvrede bij een deel van de architectenbureaus en andere consumenten. Op 25 juli 2020 werd een open brief vanuit een groep van tientallen toonaangevende architectenbureaus gestuurd aan Andrew Anagnost, CEO van Autodesk, met de kritiek dat de stevig opgevoerde kosten zich niet vertaalden in verbetering van het product zelf. De in dit brief aangevoerde argumenten werden deels weerlegd, waarbij de CEO op 17 augustus 2020 in een reactie aanvoerde dat Revit "maar" ten koste gaat van 0,63% van de winst van de architectenbureaus die de brief mede ondertekenden en derhalve de kosten redelijk te noemen is. Met oog op de vermeend kunstmatige beperkingen in uitwisselbaarheid (interoperability) van moederbestand(en) en het uitblijven van ontwikkelingen werd in het een commentaar bij de open brief van de auteurs werd naar alternatieven verwezen, waaronder de open source BlenderBIM van de Blender Foundation.

## Werking
Revit werkt met een database die bestaat uit één enkel bestand, met de bestandsextensie ".rvt". Objecten, plattegronden, doorsneden, niveaus, legenda en schema's worden doorgaans op een intelligente manier gekoppeld. Wordt een niveau (level) in de hoogte aangepast, dan heeft deze aanpassing onmiddellijk (instantaan) gevolgen voor alle objecten die aan dit niveau gekoppeld zijn, inclusief maatvoering. De wijziging is eveneens direct te zien op (bijvoorbeeld) 2D-doorsneden. Hetzelfde geldt voor de benaming van objecten, stramienen, legenda's. Indien op correcte wijze uitgevoerd zullen alle tags van een specifiek object wijzigen, gelijktijdig met het hernoemen van betreffende parameter in de eigenschappen van betreffende object.
De term "Revit" is samengevoegd uit "Revise instantly"; instantaan revisie. In theorie zou de gebruiker niets meer aan tekeningen hoeven aan te passen na het wijzigen van, bijvoorbeeld, de hoogte van een bepaald niveau. In de praktijk kan onder andere de maatvoering wegvallen en dienen alle annotaties (= niet intelligente, niet gekoppelde maatvoering en tekst) nagelopen te worden.
Het model is opgebouwd uit 3D-elementen met intelligente eigenschappen: materiaalkenmerken, relaties met andere objecten, de bouwfase en worksets. Indien gewenst is het ook mogelijk eigen elementen te maken.

### Gelijktijdig werken aan een model
Dit bestand kan door verschillende gebruikers tegelijkertijd bekeken en bewerkt worden. Een Revit-bestand kan gedeeld wordt door het als central file op een server LAN of in de Cloud te plaatsen. Elke gebruiker werkt met een kopie van dit bestand, een local file. De gebruikers kunnen vanuit hun local file wijzigingen opslaan in het central file, en wijzigingen van andere gebruikers ontvangen.
Door bepaalde onderdelen te reserveren wordt voorkomen dat twee gebruikers tegelijkertijd hetzelfde onderdeel wijzigen. Indien er sprake is van verschillende disciplines worden de rechten automatisch geregeld. Omdat geclaimde ruimte maar één keer gebruikt kan worden, is het mogelijk te controleren op conflicten met de onderdelen die door anderen zijn toegevoegd.
Werken met een central file gaat vaak trager naarmate het bestand groter wordt, omdat er continu gecommuniceerd moet worden tussen het central file en de local files. Daarom werken in de praktijk de verschillende betrokken partijen (bijv. architecten, constructeurs, installateurs) vaak met eigen bestanden volgens een (BIM-)protocol waarin de taken afgebakend zijn. De bestanden van de andere partijen kunnen dan in het eigen bestand worden ingeladen als 3D onderlegger. De controle op conflicten, de clash control, wordt doorgaans verricht door een BIM-coördinator of de hoofdaannemer.

### Bestandsformaten en uitwisseling
Eenmaal gerealiseerd is het vrij eenvoudig het model op vele manieren te presenteren. Indien gewenst is het voor het presenteren mogelijk 3D en 2D-informatie toe te voegen met bijvoorbeeld een renderprogramma, de ingebouwde versie van Revit, Autodesk 3ds Max, Enscape of Twinmotion. Dit is mogelijk door te exporteren in een van de volgende bestandsformaten: IFC, DWG, DXF, DGN, SAT of SKP.
Revit gebruikt de .RVT-extensie om het BIM-model op te slaan. Parametrische objecten—of het nu 3D-objecten (zoals ramen of deuren) of 2D-objecten betreft—worden families genoemd en worden opgeslagen als .RFA-bestand. Wanneer nodig kunnen deze geïmporteerd worden. Het maken van een family vereist geen programmeerkennis en er zijn diverse bibliotheken beschikbaar.